# 回鹘
回鶻（中古漢語擬音（鄭張尚芳）：hwoj kwot；突厥字母： uyghur；回鹘语： Uyghur；維吾爾語：‎），又稱回紇，原是由韋組與烏揭（烏古斯人）組成的聯盟，部族共分十九姓，通行回纥语（与古突厥语相通，使用突厥字母记载）。《舊唐書·迴紇列傳》記載，回紇本为藥羅葛、胡咄葛、啒羅勿、貊歌息訖、阿勿嘀、葛薩、斛嗢素、藥勿葛、奚邪勿等九姓部落联盟，其可汗出自藥羅葛氏；後來回紇擊破拔悉密、葛邏祿兩部，統號十一部落。当时的突厥汗國在古突厥文中習慣稱呼回紇人为 Toquz-oghuz，意即“九姓乌古斯”，“乌古斯（oghuz）”在古突厥语中有“部落”、“联盟”、“姓”之意。有人则认为回纥的族名为古突厥语的Uyghur，意為團結、同盟輔助，见于《磨延啜碑》有十回紇和九烏古斯（九姓）的记载。而另一解释称，回紇族名的词源为oigur，是森林中人與十個游牧氏族。

## 名称
回鶻亦稱袁纥、烏護、烏紇，隋朝时又称韋紇，唐朝前期音譯为回纥，元朝称畏兀儿，清代改称辉和尔。以上译名的变化是由于中文本身的语音变化造成的，而在不同时期的突厥语文献中，此族名均无变化，今日的维吾尔也是该族名的一个最晚近的译音。回紇人在唐德宗贞元四年（788年）要求将其汉字改爲“回鶻”，象其族有“鶻鷹”般的勇猛，因而唐中期以后便称其作回鹘人。當時的吐蕃人則把回鹘人和之前的突厥、之后的蒙古等游牧民族统稱為霍爾（藏語：ཧོར་，威利转写：Hor）。

## 祖先

### 回鹘传说
回鹘人称其祖先为卜古可汗（bügü，也译为「不可汗」），波斯文史学名著志费尼的《世界征服者史》详细记载了回鹘祖先传说，称在漠北斡儿寒河畔有名为窩魯朵八里（Ordu-Baligh）的古城，城中宫殿废墟门口的井中有一汉文石碑，上记云：
当时，哈拉和林有两条河，一名先忽刺（Tughla），—名薛灵哥，汇流于合木阑朮（Qamlanchu）之地；两河间长出两棵紧靠的树：其中一棵，他们称为忽速黑，形状如松（nāzh），树叶在冬天似柏，果实的外形和滋味都与松仁（chilghuza）相同；另一棵他们称为脱思（toz）。两树中间冒出个大丘，有条光线自天空降落其上；丘陵日益增大。眼见这个奇迹，畏兀儿各族满怀惊异；他们敬畏而又卑躬地接近丘陵：他们听见歌唱般美妙悦耳的声音。每天晚上都有道光线照射在那座丘陵三十步周围的地方，最后，宛若孕妇分娩，丘陵裂开一扇门，中有五间像营帐一样分开的内室，室内各坐着一个男孩，嘴上挂着一根供给所需哺乳的管子；帐篷上则铺有一张银网。部落首领们来观看这桩怪事，畏惧地顶礼膜拜。当风吹拂到孩子身上，他们变得强壮起来，开始走动。终于，他们走出石室，被交给乳姆照管，同时，人们举行种种崇拜的典礼。他们断了奶，能够说话，马上就询问他们的父母，人们把这两棵树指给他们看。他们走近树，像孝子对待父母一样跪拜，对生长这两棵树的土地，也表示恭敬和尊敬。这时两棵树突然出声：“品德高贵的好孩子们，常来此地走动，克尽为子之道。愿你们长命百岁，名垂千古！”当地各部落纷纷来观看这五个孩子，犹如对王子一样尊敬他们。大家离开的时候，给孩子各取一名：长子叫孙忽儿的斤（Sonqur Tegin），次子叫火秃儿的斤（Qotur Tegin），三子叫脱克勒的斤（Tükel Tegin），四子叫斡儿的斤（Or Tegin），五子叫不可的斤（Buqu Tegin）。考虑到这些奇迹，大家一致同意，必须从五子中推选一人当他们的首领和君王；因为，他们说，这五子是全能真主赏賜的。他们发现，不可汗品貌秀美，才智出众，胜过别的诸子，而且，他通晓各族的语言文字。因此，他们一致举他为汗；于是，他们会集一起，举行盛会，把他拥上汗位。
这一传说也被几种元代汉文文献记录下来，如虞集《高昌王世勋之碑》、黄溍《辽阳等处行中书省左丞相亦辇真公神道碑》和《元史·巴而朮阿而忒的斤传》等，与《世界征服者史》不同，这些汉文材料谓传说中的五兄弟系生于树瘿（树上的瘤状物）而非丘陵之中，记载虽详略不一，互有出入，但皆谓于树瘿生人，从而形成与《世界征服者史》不同的树生版本。如虞集《高昌王世勋之碑》云：
退而考诸《高昌王世家》：盖畏兀而之地有和林山，二水出焉，曰秃忽刺，曰薛灵哥。一夕，有天光降于树，在两河之间，国人即而候之，树生瘿，若人妊身然。自是光恒见者，越九月又十日，而瘿裂，得婴儿五，收养之。其最穉者曰卜古可罕，既壮，遂能有其民人土田，而为之君长。
黄溍《辽阳等处行中书省左丞相亦辇真公神道碑》又谓五儿中四儿先死：
公讳亦辇真，伟吾而人，上世为其国之君长。国中有两树，合而生瘿，剖其瘿，得五瘿儿，四儿死，而第五儿独存。以为神异而敬事之，因妻以女而让以国，约为世婚而秉其国政，其国主即今高昌王之所自出也。

### 与钦察传说的异同
然而突厥語族群中还有另外一个树生神话的故事。这一传说记烏古斯可汗发现钦察始祖出生地亦在两河之交的树上，其出生之情境与回鹘祖先传说相似，但也有不同之处，如卜古可汗传说中树生五子，而钦察传说中只有一子；再如卜古可汗传说为树瘿生人，而钦察传说为树洞生人，正好起伏相反。
伊儿汗国的波斯文《史集》中记载：
当乌古思同亦惕－巴刺黑部落作战，被他们打败时，他退到两条河流形成的一个岛上，停留在那里。这时有个丈夫战死的孕妇，爬进一棵大树的空洞里，生下一个孩子。有人将这件事告诉了乌古思，他很可怜她，便说道：“既然这个妇人没有了丈夫，这个孩子就是我的儿子。”他［确实］被当作乌古思的孩子。乌古思称他为钦察。这个词由“合不黑”一词派生来。“合不黑”为突厥语“空心树”之意。所有的钦察人都出自这个幼儿。
钦察传说中的“合不黑”，波斯文原文为‎，其中辅音字母ق之元音并不确定，现在一般读作qabuq，这一词还见于《乌古斯可汗传》：
又有一天，乌古斯可汗出外狩猎，
看到前方湖水中间有一棵树，
树窟窿中有位少女独自坐着，
她是个非常漂亮的姑娘。
突厥语qavuq意为人或动物身上的囊状物，与boγuγ为同义词；qovuq意为“空，树洞”，与qabuq为同义词；qavuq受其后之唇齿音ｖ及圆唇元音u之影响亦常与qovuq混淆互转，故传说在口头传颂的过程中发生boγuγ／boquq与音、义接近的qovuq／qabuq的混用和转化是可能的。树瘿生人与树洞生人传说的分途或源于这种词语的混淆。一些学者认为两者实则一事而已，应该是共同起源于一种更为古老的传说，而在其后传播的过程中形成了两种不同的版本。

## 源流
回紇原是鐵勒一部，与僕骨、同羅、拔野古等部一样；後來回纥强大，遂将这些源自铁勒的部族統稱为外回鶻。 回紇（回鶻）是裕固族、維吾爾族以及回族等族的宗源之一，回回一词即为回鹘的转音。在七世纪初期，回紇在唐朝的北方建立政权，對中國歷史有深遠的影響。公元744年，回紇怀仁可汗联合唐朝击败后突厥，一统北方草原铁勒诸部。

### 漠北回鹘汗国
回鹘汗国是由回鹘人在今蒙古高原建立的国家。取代了突厥汗国在蒙古高原的霸主地位。后亡于叶尼塞吉尔吉斯人。

### 甘州回鹘汗国
甘州回鹘，因居住于河西走廊，又称河西回鹘。9世纪回鹘分裂后，迁居河西的回鹘人所建。黄巢之乱后，唐朝名存实亡，归义军丧失对甘州、肃州及其以东地区的控制力，回鹘在甘州建立牙帐。国主自称可汗。1036年，被西夏李元昊吞并，迁入瓜州和青海北部，又称黄头回纥。他們有一名察罕回鶻，即是白回鶻。《宋史·回鶻传》就是记载的甘州回鹘，称甘州有可汗王，西州有克韩王，新复州有黑韩王。蒙古灭亡西夏後，黄头回纥归附蒙古，成了裕固族的祖先。分秦州回鹘，涼州回鹘，贺兰山回鹘，肅州回鹘，瓜州回鹘，沙州回鹘。

### 高昌回鹘汗国
9世纪中叶，回鹘汗国崩溃后，一部分回鹘人西迁至天山东部地区，同化了部分的当地其他民族，以高昌地区为核心建立的新政权。宋代称之为高昌回鹘，日本學者慣稱之為西州回鶻。中国元代的文献有多種譯法：畏兀儿、畏吾儿、伟兀、伟吾而、卫吾、委兀、外五、瑰古、乌鹆、畏午儿等。

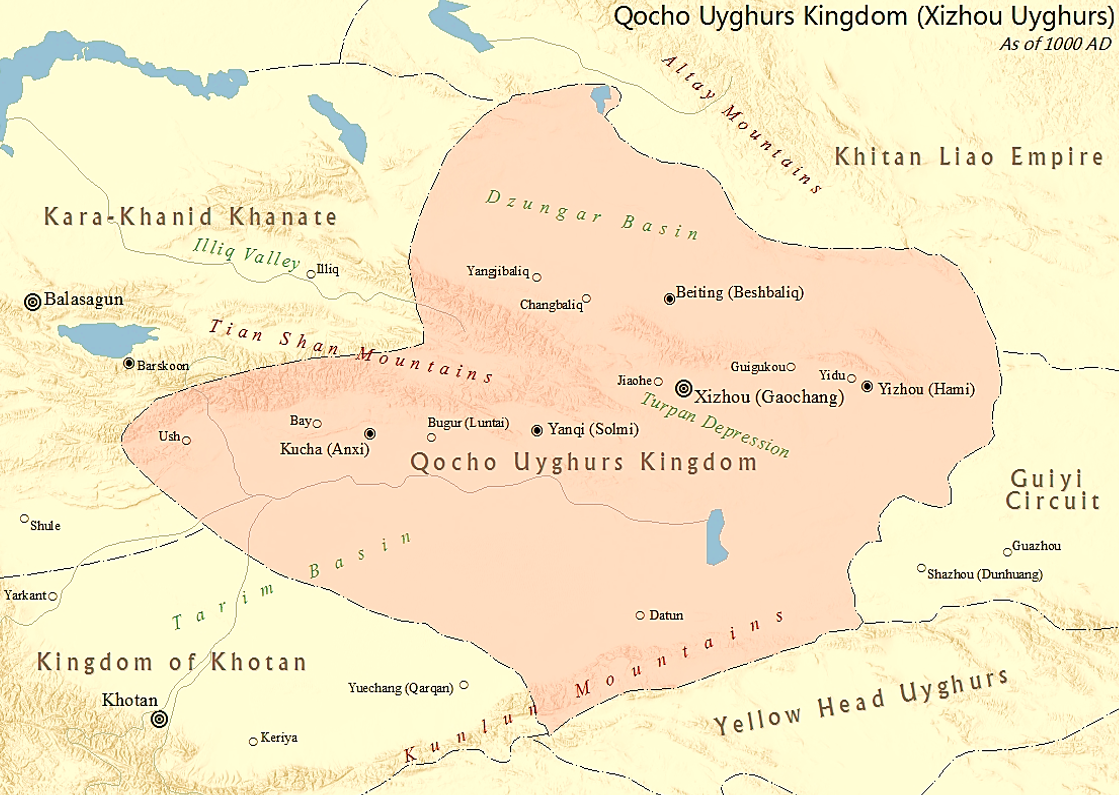
高昌回鶻

### 喀喇汗国
喀喇汗也称黑汗，有关喀喇汗国史的文献资料比较零碎，与其同时代的文献，如成书于11世纪的《喀什噶尔史》原书已散佚，仅在加玛勒·哈尔希（Jamal Qarshī）的《苏拉赫词典补编》中引用的其中的一部分得以保存至今。佚名作者的《博格拉汗传》（Tazkirat al-Bughrakhan）专门记载了第一位皈依伊斯兰教的萨图克·博格拉汗的史事，但后者带有明显的宗教咏史诗的色彩，或具有追述往事的传说的性质。近年，利用钱币铭文研究汗朝政治史，对汗朝世系和诸汗在位年代多有补正。但是，诸汗名字、称号时时添减变换，因而难于排列出明晰的、确切的世系，喀喇汗国汗室的起源问题也未解决。当前，学界有起源于样磨、葛逻禄（其中的炽俟部落）、葛逻禄－样磨等说，只有中国学者认为其建立者是回鹘部落。诸说各有一定道理，亦可以互相补充。近年来，葛逻禄说较占上峰，因为喀喇汗国初期版图原来主要是三姓葛逻禄的活动区域，而且喀喇汗国主力军是由三姓葛逻禄之一的炽俟构成的。但是，在9世纪上半期喀喇汗国建立前夕，九姓回鹘近支样磨部已迁入葛逻禄驻牧的部分地区，特别是占有了喀喇汗国的重要中心之一，后来东喀喇汗国的都城喀什噶尔。而且文献中也有样磨汗的称号为博格拉汗的记载，所以汗族出自样磨说也不无根据。另一方面，回鹘汗国崩溃后的部分回鹘部落的下落不明，是否进入该汗国地区（托古兹古兹即高昌回鶻与此无关）。《突厥语大词典》的作者麻赫穆德·喀什噶里即出身于喀喇汗国汗室，他称喀喇汗国汗汗室是阿弗拉西亚布（波斯历史上的英雄）的后人。并在其书中指出，回鹘人在东方高昌一带生活，信仰佛教。并在书中收录有喀喇汗国的诗歌，将回鹘描述为凶恶的异教徒。此外对高昌回鹘与喀喇汗国之间的关系并无涉及。

## 后裔
13世纪左右，蒙古帝国兴起，西迁的回鹘后裔投靠蒙古，根据蒙古译音在中国史籍中被称为畏兀儿。

### 裕固族
裕固族的源头是“撒里畏兀儿”，又被称为“黄头回纥”或者“黄蕃”。属于甘州回鹘的后裔，主要受藏族影响信奉藏傳佛教。

### 维吾尔族
回鹘在漠北时信仰摩尼教，西迁后统治者又接受了高昌盛行的佛教。基督教聂思脱里派、祆教也在百姓中流行。11世纪后，黑汗王朝统治下的可失哈耳（今新疆喀什）等地人民已改信伊斯兰教，并逐渐传到亦都护辖境，蒙哥汗时，穆斯林在社会上已有相当影响。元末察合台汗國诸汗改信伊斯兰教，其他宗教都被排挤。该地也被称为“阿尔蒂沙尔”（察合台语“六城”之意），随着20世纪初民族主义的兴起，当地突厥语穆斯林居民将自己视为畏兀儿人的后代，统一称为“维吾尔”。

## 延伸阅读
[在维基数据编辑]
 《舊唐書·卷195》，出自刘昫《舊唐書》

### 书籍
- 森安孝夫：〈关于回鹘的西迁 （页面存档备份，存于）〉。